# Oskar (Comic)
Oskar ist die bekannteste Comicfigur des deutschen Zeichners Cefischer. Die Geschichten von Oskar und seiner Familie erschienen von 1952 bis 1962 in der Frankfurter Illustrierten und wurden während dieser Zeit und auch danach in Buchform nachgedruckt.

## Handlung und Veröffentlichung
Oskar ist ein anthropomorpher Kater, der zwischen seinen Pflichten als Familienvater und einem enormen Freizeitbedürfnis hin- und hergerissen ist. Zusammen mit seiner Frau, die immer nur Mutti genannt wird, hat er fünf Kinder, die ständig Streiche verüben wollen. Gemeinsam führt die Familie einen Kleinkrieg gegen übellaunige Nachbarn und unerwünschte Besucher. Oskar erschien, mal als Comicstrip mit bis zu vier Bildern, mal als einzelnes postkartengroßes einzelnes Witzbild, von 1952 bis 1962 in der Frankfurter Illustrierten und wurde ab 1954, beginnend mit Oskar, der Familienvater in Buchform nachgedruckt. Weitere Nachdrucke erfolgten in den 1970er, 1980er und 1990er Jahren. Angeregt wurde die Reihe von Werner Wirthle, dem damaligen Verleger der Frankfurter Illustrierten, der bei einem Englandaufenthalt den Kater Felix kennengelernt hatte und sich vergleichbares auch für seine Zeitschrift wünschte. Die Bilder wurden von Cefischer mit dem Mund gemalt, da er im Zweiten Weltkrieg durch einen Luftangriff beide Arme verloren hatte.

## Rezeption
Laut Andreas C. Knigge gehört Oskar „neben Vater und Sohn, Nick Knatterton, Mecki und Jimmy das Gummipferd zu den berühmtesten deutschen Zeitungsserien“. Ebenso ist für Eckart Sackmann Oskar „eine der populärsten Comicfiguren der Nachkriegszeit“.
Basierend auf der Figur des Oskar stiftete die Frankfurter Illustrierte eine gleichnamige Auszeichnung in Silber, mit der prominente Tierschützer geehrt wurden.